# Sarkel

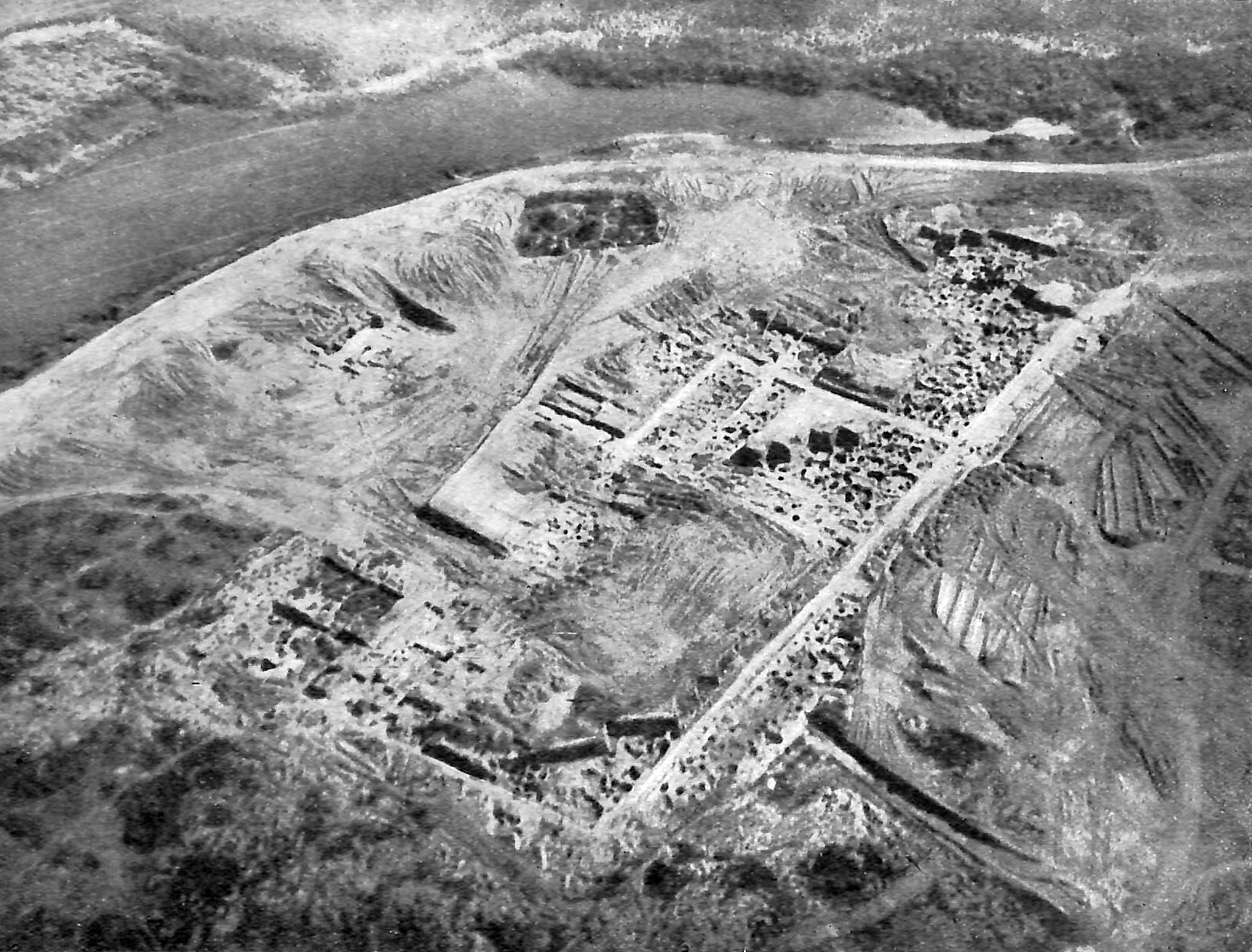
Letecký snímek pevnosti ze 30. let

Sarkel (chazarsky doslova „bílý dům“) byla velká vápencová chazarská pevnost postavená v dobách Byzantské říše v letech 830–840. Nacházela se na levém břehu dolního toku řeky Don, v dnešní Rostovské oblasti v Rusku. V současnosti je archeologické naleziště zalité vodami Cimljanské přehrady.

## Stavba
Pevnost Sarkel byla postavena mezi lety 834–837, aby chránila severozápadní hranici Chazarského státu. V roce 833 Chazaři požádali svého spojence, byzantského císaře Theofila, aby jim poskytl stavitele ke stavbu opevněného hlavního města. Theofilos jim poslal svého hlavního inženýra, který se jmenoval Petronas. Za to Chazarský kagan postoupil Byzantské říši území kolem města Chersonésos a některá další území na Krymu.
V souvislosti s výstavbou tak velké pevnosti vyvstává otázka, proč by Chazaři stavěli toto město právě na Donu. Historici se nejčastěji domnívají, že šlo o obranu před nějakou silnou regionální mocností, která pro ně mohla představovat hrozbu. Přední ruský odborník na Byzantskou říši, Alexandr Vasiljev a historik Georgij Vernadskij a další historici tvrdí, že pevnost měla za úkol chránit pro Chazary životně důležité území, na kterém se přenášely lodě zajišťující dopravu mezi Donem a Volhou před Ruským chanátem. Nicméně tato mocnost byla pravděpodobně v té době mnohem dál na sever. Další historikové se domnívají, že by toto území mohly ohrožovat staří Maďaři.

## Historie
Město sloužilo jako rušné obchodní středisko, které kontrolovalo dopravní spojení mezi Donem a Volhou, které využívaly ruští nebo vikinští obchodníci, když se plavili z Černého moře do Kaspického. Tato dopravní tepna byla známá jako chazarská cesta. Mezi pravidelně se střídající asi 300člennou posádkou opevněnou v Sarkelu byli i turkičtí Oghuzové a Pečeněhové najatí jako žoldáci.
Sarkelská pevnost i město byly obsazeny Kyjevskou Rusí za vlády knížete  Svjatoslava I. v roce 965. Město bylo přejmenováno na  Bílou Věž  (rusky Белая Вежа) a osídlené Slovany. Tuto mocenskou změnu zaznamenala i ruská kronika. Město zůstalo slovanské až do 12. století, kdy ho v roce 1117 dobyl a zničil altajský národ Kipčaků.
O městě se zachovalo několik písemných pramenů, ale jeho poloha byla neznámá; nejčastěji ho historici kladli někde do míst, kde se Volha nejvíce přibližuje Donu. Teprve ve třicátých letech 20. století ho odkryl sovětský historik a archeolog Michail Artamonov, který zde dělal výzkumy v letech 1934 až 1936 a v letech 1949 až 1951.
Byla to největší archeologická akce chazarského naleziště. Pevnost měla půdorys čtyřúhelníku o rozměrech 193,5 × 133,5 metru, zdi byly vysoké nejméně 10 metrů a v opevnění byly dvě brány a bašta v jihovýchodní části. Město bylo rozděleno na dvě části, přičemž v jedné se nacházel donjon. Celá pevnost byla obklopená příkopem, který ji odděloval od samotného města. Kromě chazarských a ruských nálezů objevil Artamonov i byzantské sloupy. Naleziště je od roku 1952 zaplaveno Cimljanskou přehradou. Nalezené artefakty jsou vystaveny v Ermitáži.